# Puwi-puwi

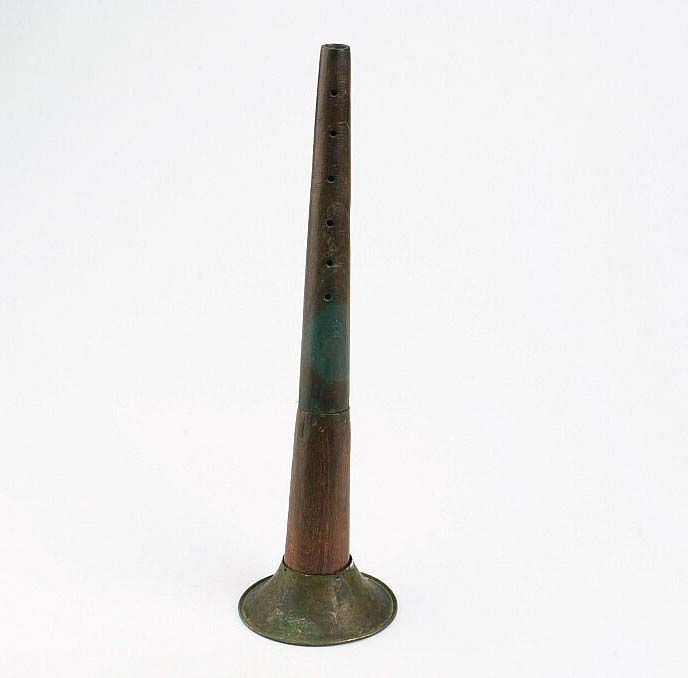
Doppelrohrblattinstrument puik-puik mit konischer Holzröhre, sechs Fingerlöchern und Messingschallbecher aus Südsulawesi. Mundstück fehlt. Tropenmuseum, Amsterdam, vor 1936

Puwi-puwi, auch puik-puik oder pui-pui, sind unterschiedliche Einfachrohrblattinstrumente, gedoppelte Einfachrohrblattinstrumente und Doppelrohrblattinstrumente, die hauptsächlich auf den indonesischen Inseln Java und Sulawesi gespielt werden. Die zentraljavanische puwi-puwi ist ein seltenes oder verschwundenes, hölzernes Einfachrohrblattinstrument mit einer konischen Bohrung; in Südsulawesi besteht das heute gleichfalls seltene Einfachrohrblattinstrument aus einer zylindrischen Bambusröhre. Zwei dieser Röhren können zu einer Doppelklarinette verbunden sein.
Bekannter ist puik-puik in Südsulawesi als ein mit der javanischen tarompet verwandtes, konisches Doppelrohrblattinstrument, das in einem kleinen Ensemble mit der Trommel ganrang zur Begleitung von pakarena-Tänzen gespielt wird. Der höfische Frauentanz pakarena ist eine Kulturtradition der Makassaren.
Auf der Insel Alor bezeichnete puwi-puwi Anfang des 20. Jahrhunderts ein kleines, aus einem Blatt gefertigtes Blasinstrument mit Doppelrohrblatt.

## Herkunft und Verbreitung

### Rohrblattinstrumente
In Südostasien lassen sich vier Gruppen von Rohrblattinstrumenten unterscheiden: 1) einfache kurze Reisstrohpfeifen, bei denen ein seitlicher Einschnitt einen Halm zu einem Einfachrohrblattinstrument macht, 2) Instrumente aus Bambus oder Holz mit einem am Mundstück angebrachten Einfachrohrblatt und einer zylindrischen oder leicht konischen Bohrung, 3) gedoppelte Einfachrohrblattinstrumente (Doppelklarinetten) aus zwei parallel verbundenen Spielröhren und 4) mehrere (hier erwähnte) Typen von Doppelrohrblattinstrumenten, meist mit konischer Röhre (Kegeloboen).
Die im gesamten Malaiischen Archipel am weitesten verbreiteten Blasinstrumente sind Längsflöten aus Bambus oder Holz und unter diesen kommen vermutlich Außenkernspaltflöten vom Typ der javanischen suling am häufigsten vor. Suling werden solistisch zur privaten Unterhaltung, in kleinen informellen Ensembles zur Gesangsbegleitung und in den großen klassischen Orchestern (gamelan) gespielt. Doppelrohrblattinstrumente sind wesentlich seltener und in Indonesien nur regional in einem Inselbogen vom Norden Sumatras: Aceh (srune), Nordsumatra (sarune bei den Batak), Westsumatra (serunai bei den Minangkabau) bis nach Java (tarompet, selompret), Bali und Lombok (preret) bis Sumbawa und Südsulawesi bekannt. Sie werden in den meisten Fällen für die laut klingende Festmusik bei Prozessionen und zeremoniellen Veranstaltungen verwendet.

### Einfachrohrblattinstrumente

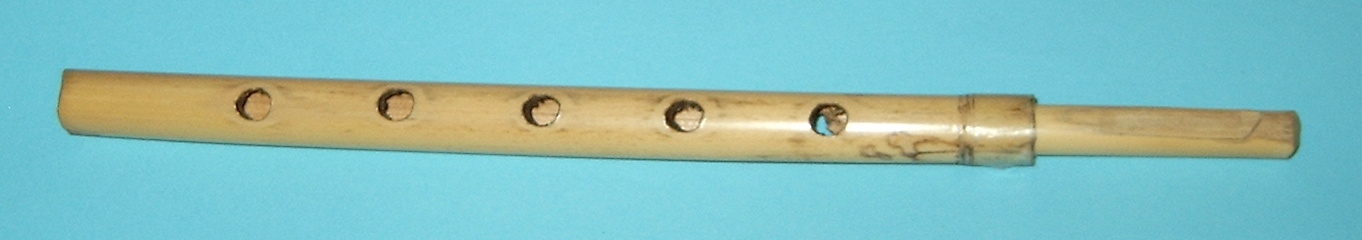
Türkisches Einfachrohrblattinstrument sipsi aus Bambus.

Selbst gefertigte Einfachrohrblattinstrumente aus Reisstrohhalmen, deren Lautstärke durch ein als Schalltrichter umgebundenes Blatt vergrößert wird, kommen praktisch überall dort vor, wo Reis angebaut wird. Über einige weitere Inseln als die bereits genannten gibt es Berichte über Einfachrohrblattinstrumente aus Bambus oder Holz, die in derselben Funktion wie die Flöten, aber im Unterschied zu den Doppelrohrblattinstrumenten meist nur im informellen Rahmen und solistisch eingesetzt werden. In Ensembles werden sie selten verwendet.
In Asien sind Einfachrohrblattinstrumente – von den einfachen Grashalmpfeifen abgesehen – allgemein selten. Zu den wenigen Rohrpfeifentypen gehören beginnend im Westen die sipsi in der Türkei, die pilili in Georgien, die dilli tüýdük in Turkmenistan und die balaban weiter östlich in Zentralasien. Hinzu kommen einige Hornpfeifen von der Ukraine (rischok) über Russland (schaleika, brelka) bis nach Armenien (pku) und in der isolierten Region Nordostindien (pepa). In Nordindien bezeichnet murali (Hindi, auch murli, allgemein „Flöte“) unter anderem ein seltenes Einfachrohrblattinstrument aus einer schlanken Bambusröhre.

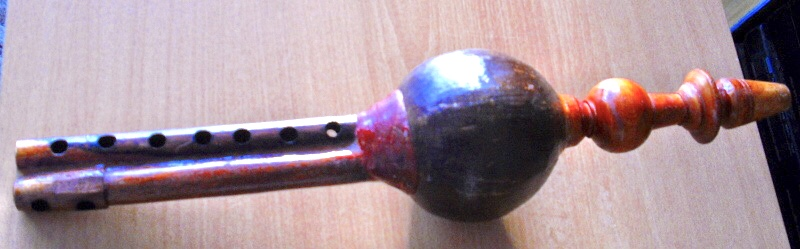
Indisches gedoppeltes Einfachrohrblattinstrument pungi mit einer Kokosnussschale als Windkapsel.

Ein wesentlich weiter, in ganz Indien verbreitetes, gedoppeltes Blasinstrument mit einer Windkapsel ist die pungi, die wiederum als Vorstufe der indischen Sackpfeife mashak betrachtet werden kann. Gedoppelte Blasinstrumente (Flöten und Rohrblattinstrumente), die seit dem 3. Jahrtausend v. Chr. aus Mesopotamien bekannt sind, tauchen im 2./1. Jahrhundert v. Chr. als Reliefabbildungen an indischen Stupas auf. Sie waren damals und sind bis heute – vom Windkapselinstrument pungi abgesehen – in Indien selten; immerhin kommen in Indien gedoppelte Einfachrohrblattinstrumente gegenüber solchen mit einzelnen Spielröhren häufiger vor. Dasselbe gilt für China.
In mit Ziegeln gemauerten Grabkammern in der vietnamesischen Provinz Thanh Hóa aus dem 1. Jahrhundert vor und nach der Zeitenwende wurden Bronzeobjekte gefunden, die Hinweise auf die Verwendung von Einfachrohrblattinstrumenten geben. Musizierende Figuren, die einen Kandelaber und andere Bronzelampen verzieren, zeigen Blasinstrumente mit einer Spielröhre, jedoch keine Doppelblasinstrumente vom Typ des griechischen aulos. Der Kandelaber könnte aus dem weiter südlich gelegenen, von indischer Kultur geprägten Reich Funan stammen. Er ist stilistisch mit der Kunst des Kuschana-Reichs im südlichen Zentralasien und in Nordindien verwandt, das kulturell wiederum vom antiken Griechenland beeinflusst war. Im 15./16. Jahrhundert gab es in Vietnam ein Ensemble, das Sängerinnen mit dem gedoppelten Einfachrohrblattinstrument địch quản, der Querflöte trúc địch, der Laute đổi cảm, der Sanduhrtrommel yêu cồ und dem Bambusschlagstab trưởng cùng begleitete. Vermutlich gelangten Doppelklarinetten von Indien (ohne die Windkapsel der pungi) während der hindu-javanischen Zeit nach Java und weiter nach Sulawesi, wo der hinduistische Kultureinfluss im 13./14. Jahrhundert den Süden der Insel erreichte.
Einfachrohrblattinstrumente aus Reisstrohhalmen heißen auf der Malaiischen Halbinsel serunai padi (aus serunai, „Rohrblattinstrument“, und dem Zusatz padi, „Reispflanze“). Die gleichen längsgeblasenen Reisstrohhalme sind im Bundesstaat Sabah als kungkuyak oder pumpuak bekannt. Ähnlich machen auch die Batak in der Provinz Nordsumatra in ihrer Instrumentenklassifizierung keinen Unterschied zwischen den Rohrblattinstrumententypen und bezeichnen alle als sarune(i), wobei die Einfachrohrblattinstrumente regional einen Zusatz wie sarunei na met-met („kleines Rohrblattinstrument“), sarunei buluh („Bambus-Rohrblattinstrument“) oder sarunei ajang erhalten. Die sarunei mit Einfachrohrblatt spielen in mehreren Unterhaltungsensembles der Batak mit der Zupflaute hasapi zusammen. In der Provinc Aceh bildet das Einfachrohrblattinstrument srune (saruné) mit zwei großen Zylindertrommeln geundrang ein Instrumentalensemble.

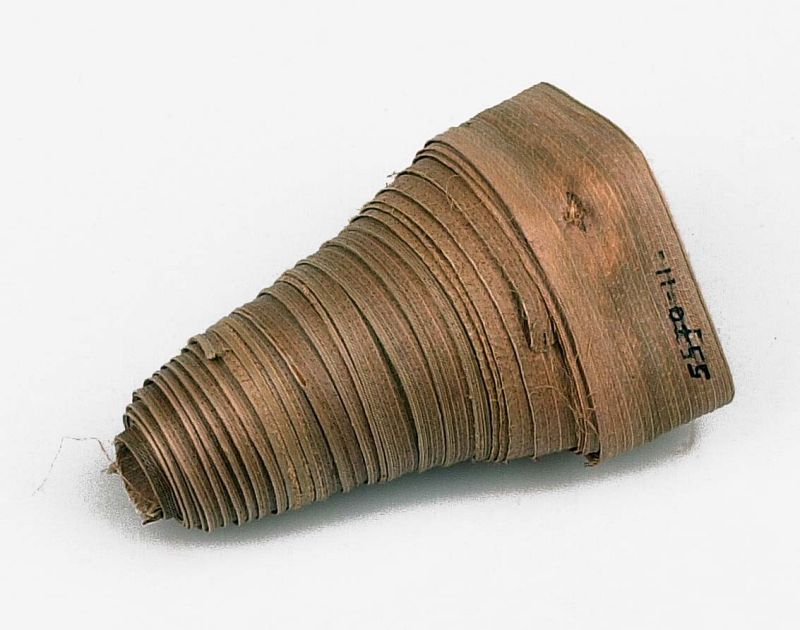
Schalltrichter des Rohrblattinstruments pepet wuno nio aus dem Blatt (wuno) einer Kokospalme (nio). Herkunft: Ende, Flores. Tropenmuseum, Amsterdam, vor 1995.

Weitere, zum Teil historische Namen für idioglotte (Rohrblatt aus der Röhre herausgeschnitten) Blasinstrumente aus Reisstroh sind in Aceh wa, im dortigen Gayo-Hochland pepéon und bebeulen sowie im Alas-Gebiet iyup-iyup, bei den Toba-Batak oli-oli und alal, auf der Insel Nias lai waghè, in der Region Sunda in Westjava dami oder jarami, in Zentraljava demén oder derménan, bei den Toraja in Südsulawesi om-om, im Osten Sumbawas kafu (kafoa) und ra’us woja auf der Insel Flores. Von Flores wurden auch sieben bis zwölf Zentimeter lange, heteroglotte Einfachrohrblattinstrumente aus Bambus erwähnt (orupi und hu’a ha’u). Die bebeulen der Gayo im Gebiet Takengon in Aceh ist eine etwa 20 Zentimeter lange Klarinette aus einem Reisstrohhalm von 3 Millimetern Durchmesser und einem Schallbecher, der aus umgewickelten Pandanusblättern besteht. Die Position der vier bis sechs Fingerlöcher wird nicht exakt eingemessen, dafür dauert die Herstellung nur rund eine halbe Stunde.
Der alte Name für Reisstroh-Klarinetten in der hindu-javanischen Literatur (bis zum 15. Jahrhundert) ist damyadamyan. Sundanesisch dami und in Zentraljava demén sind hiervon abgeleitet. Jaap Kunst fand in den 1920er Jahren zwei Arten von Blasinstrumenten aus Reisstroh. Die demén (oder derménan) besteht aus einem Abschnitt mit einem offenen unteren Ende und einem durch einen Fruchtknoten geschlossenen oberen Ende. Direkt hinter dem geschlossenen Ende ist ein Schlitz eingeschnitten. Das entstandene Rohrblatt umschließt der Spieler vollständig mit dem Mund, sodass es in seinem Mundraum frei schwingen kann. Ein solches Blasinstrument kann zwei oder drei Fingerlöcher und einen Schalltrichter aus umgebundenen Blattstreifen der Kokosnusspalme besitzen. Derselbe Reisstrohhalm ergibt anders eingeschnitten ein einfaches Instrument mit Doppelrohrblatt.
Eine eigene Geschichte hat der Orchestertyp musik bambu klarinet  der Minahasa in der Provinz Nordsulawesi, der kurz vor dem Zweiten Weltkrieg als Abwandlung des hybriden Ensembles musik bambu seng („Musikgruppe-Bambus-Zink“) entstand. Dieses seit den 1930er Jahren aus Nachbauten europäischer Blechblasinstrumente in den namentlich genannten Materialien bestehende Orchester wurde um eine sogenannte klarinet, eigentlich eher ein Sopransaxophon aus Bambus, erweitert und heißt seitdem musik bambu klarinet.

## Bauform und Spielweise

### Java
In Zentraljava ist die puwi-puwi ein Einfachrohrblattinstrument mit einer konisch gebohrten Holzröhre und einem Rohrblatt aus Rattan. Der Schnitt ist von oben nach unten geführt, das heißt, das frei schwingende Ende des Rohrblatts ist dem Spieler zugewandt (anaglottes Rohrblatt). Während sich die Position des Rohrblatts von vielen anderen indonesischen Einfachrohrblattinstrumenten unterscheidet, wird das obere Ende wie bei allen indonesischen Typen vom Spieler vollständig in den Mund genommen. Die javanische puwi-puwi besitzt sechs Fingerlöcher und ein Daumenloch an der Unterseite. Damit lassen sich sieben Töne mit einem Tonumfang von ungefähr d1 bis d2 bei einem mittelstarken Blasdruck produzieren, wobei der oberste Ton Jaap Kunst zufolge nicht gespielt wird. Die Höhe jedes Tons kann durch starken oder schwachen Blasdruck im Bereich einer kleinen Terz variiert werden.
Auf Java kam die puwi-puwi in den ersten Jahrzehnten des 20. Jahrhunderts ausschließlich in den kleinen Militärkapellen (prajurit-Musik) am Sultanshof in Yogyakarta und vor dieser Zeit auch in Surakarta zum Einsatz. Des Weiteren gehörten zu diesen aus indonesischen und europäischen Instrumenten bestehenden Orchestern Querflöten (suling) mit sechs Fingerlöchern, Trompeten europäischer Produktion, Nachahmungen europäischer Marschtrommeln, zwei unterschiedlich große Buckelgongs, von denen der größere gong und der kleinere bendé heißt, kechèr (Zimbelpaar, eines davon auf einem Holzkasten montiert), kendang (große zweifellige Fasstrommel) und ketipung (kleine, konische, zweifellige Trommel). Damit spielten die Orchester zeremonielle Lieder und Märsche, deren Titel teilweise von niederländischen Eigennamen abgeleitet sind.
Die von Jaap Kunst gemessenen Frequenzen zweier puwi-puwi weichen voneinander ab und entsprechen auch nicht der üblichen pelog- oder slendro-Stimmung und nicht den Tonhöhen der Querflöte, obwohl beiden Blasinstrumente im prajurit-Ensemble zusammenspielen. Murray Barbour (1963) nahm die Abweichungen der bei der javanischen puwi-puwi gemessenen Tonhöhen beispielhaft zum Anlass, um die von Kunst aufgestellte Theorie exakt festgesetzter Stimmungen des javanischen gamelan zu kritisieren. Die Annahme eines festen Tonhöhensystems in der javanischen Musik bildete die Voraussetzung für die von Erich von Hornbostel eingeführte und auch von Jaap Kunst vertretene Blasquintentheorie, die heute nicht mehr aufrechterhalten wird.

### Sulawesi

#### Einfachrohrblattinstrument
Auch auf Sulawesi ist das am meisten gespielte Blasinstrument die Bambuslängsflöte (suling). Um 1920 fand der schwedische Ethnograph Walter Kaudern in Zentralsulawesi (erwähnt ist der Ort Kulawi im Regierungsbezirk Sigi) pupai genannte, einfache Blasinstrumente aus einem fünf bis sieben Zentimeter langen Reisstrohhalm mit ein bis zwei seitlichen Einschnitten am oberen Ende und einem kegelförmigen Schalltrichter aus spiralig umwickelten Pandanusblättern. An der Ostspitze von Zentralsulawesi (Regierungsbezirk Banggai) ist dieses Blasinstrument mit einem Blatttrichter von maximal 50 Zentimetern Länge und 10 Zentimetern Durchmesser als leleo bekannt. Andernorts heißt es sikunru.
Einfachrohrblattinstrumente aus Bambus kommen vorwiegend im Süden vor. In der Umgebung von Makassar, der Hauptstadt der Provinz Südsulawesi und in der Provinz Nordsulawesi bezeichnet puwi-puwi ein etwa 23 Zentimeter langes, konisches Einfachrohrblattinstrument, das aus drei kurzen Bambusabschnitten zusammengesetzt ist. Der Name wird in einer alten Palmblatt-Chronik (Lontara Makassar) erwähnt, demnach wurde das Instrument an Herrscherhäusern auf der Insel verwendet. In Südsulawesi bestehen die Klarinetten aus einem einzelnen dünnen Bambusrohr mit einem wie auf Java nach oben gerichteten Rohrblatt, das entweder idioglott oder heteroglott ist (aus anderem Material eingesetzt), und einem konischen Schalltrichter aus Pandanusblattwicklungen. Vier Fingerlöcher wurden beim beschriebenen, musealen Instrument in die im Bereich der Löcher abgeflachte Spielröhre eingebrannt. Die Bambusklarinetten sind als keke-keke, banci-banci und basing-basing bekannt, wobei zumindest basing-basing (und bacing-pacing) auch Doppelklarinetten aus zwei verbundenen Bambusröhren bezeichnen kann. Diese sind durch eine längs in der Mitte an der Unterseite aufgelegte, dünne Holzleiste fixiert. Die Doppelblasinstrumente besitzen vier bis sechs Fingerlöcher und keinen Schallbecher. In jede Spielröhre der Doppelblasinstrumente ist ein Mundstück aus einem dünneren Bambus eingesteckt. Das aufgesetzte Rohrblatt ist mit einem Schnurring versehen, der verschoben werden kann, um die Länge des freien Endes zu verändern.
Walter Kaudern vermutet, die Einfachrohrblattinstrumente könnten von Java oder den Kleinen Sundainseln nach Südsulawesi eingeführt worden sein, von wo sie sich nach Norden bis zu den Toraja verbreiteten, vergleichbar etwa der Bootslaute kacapi(ng) in Südsulawesi, die etliche Verwandte auf den Sundainseln (jungga auf Sumba, ketadu auf Sawu) und im übrigen Malaiischen Archipel hat (sape auf Borneo, hasapi auf Sumatra). Das Wort basing-basing ist möglicherweise mit bansi für ein Einfachrohrblattinstrument auf Flores verwandt (und dieses mit der Hindi-Bezeichnung der indischen Flöte, bansi). Auf Timor heißt das Blasinstrument aus einem kurzen, geschälten Bambusrohr mit drei bis vier Fingerlöchern und mit einem großen kegelförmigen Schalltrichter aus Blättern mots und in Westsumatra pupui(k), was an den Namen des identischen Instrument pupai von Sulawesi erinnert, und bei den Minangkabau von Westsumatra bezeichnet pupuwi eine idioglotte Bambusklarinette. Puwi-puwi und pupai scheinen verwandte Wörter mit einem einheimischen Ursprung zu sein. Möglicherweise gehört zum selben Wortstamm auch der powiwi genannte Vogel, dessen Lautäußerungen bei gewissen religiösen Ritualen eine Rolle spielen und diese wurden vielleicht mit dem Klang der Blasinstrumente in Verbindung gebracht.

#### Doppelrohrblattinstrument

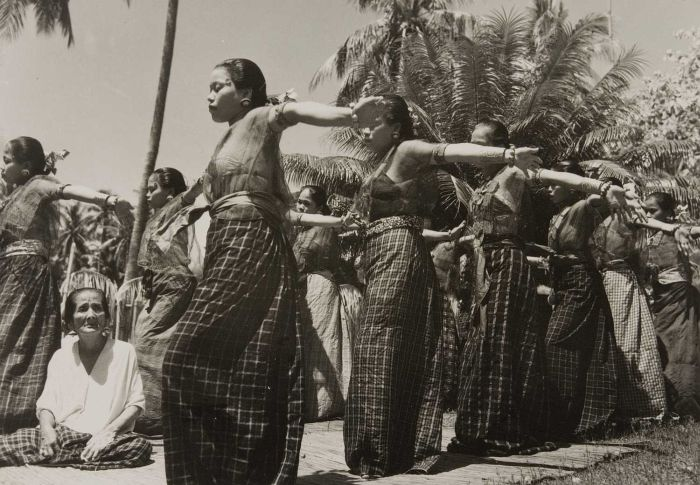
Frauentanz in Südsulawesi, 1945–1955

Das Wort puwi-puwi wird in der damaligen Schreibweise poewi-poewi in Benjamin Frederik Matthes Makassaarsch-Hollandsch woordenboek (1859) als Musikinstrument („Klarinette“) übersetzt; papoewi-poewi ist jemand, der dieses Musikinstrument spielt. Mit der heute in Südsulawesi üblichen Schreibweise puik-puik (oder pui-pui) ist hauptsächlich ein konisches Doppelrohrblattinstrument gemeint. Walter Kaudern beschreibt ein solches Instrument aus vier schlanken, ineinandergeschobenen Bambusröhren, von denen die mittleren beiden an ihren dünneren Enden durch Messinghülsen vor dem Ausreißen geschützt sind. Zur Schallverstärkung ist am unteren Ende ein Segment einer Kokosnussschale angebracht. In der zweitgrößten Röhre befinden sich sechs Fingerlöcher in gleichen Abständen an der Oberseite und ein Daumenloch an der Unterseite gegenüber zwischen dem ersten und zweiten Fingerloch. Das Mundstück ist mit einer kleinen runden Lippenstütze aus Metall ausgestattet. Die beiden Rohrblätter aus einem Palmblatt sind mit einer dünnen Schnur festgebunden. Dieser Instrumententyp gehört in eine Reihe zu den bekannten Kegeloboen von Sumatra (serunai) über Java (tarompet, selompret) bis Lombok (preret). Kegeloboen werden heute häufig aus einer konischen Holzröhre mit einem Mundstück und einer Lippenstütze aus Messingblech angefertigt.

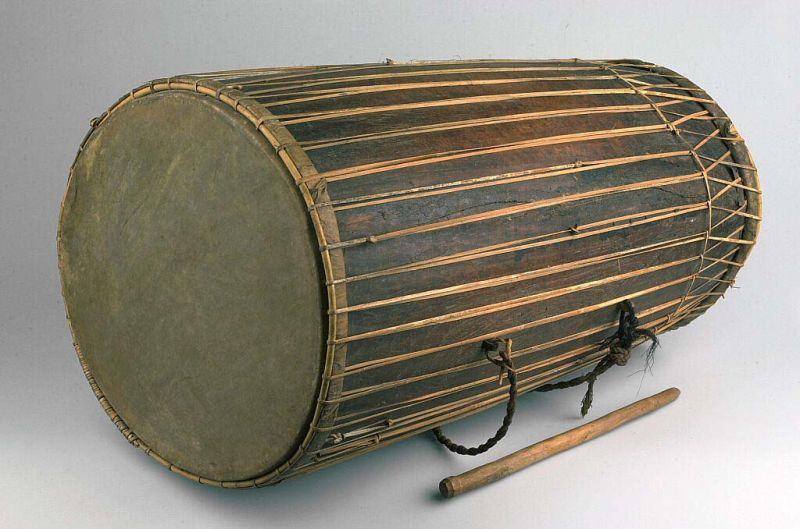
Fasstrommel ganrang aus Südsulawesi. Tropenmuseum, Amsterdam, vor 1938.

Puik-puik spielen in kleinen Ensembles zur Tanzbegleitung und in der zeremoniellen Musik. Pakarena ist ein langsamer und würdevoller Tanz, der in unterschiedlichen Variationen vorkommt. Er stellt eine höfische Kunstform des ehemaligen Reichs Gowa dar und war ursprünglich ein Tanz der adligen jungen Damen. Im Verlauf der späteren niederländischen Kolonialzeit (zwischen etwa 1880 und 1942) wurde der Tanzstil zugleich zu einer Unterhaltungsform des einfachen Volkes außerhalb der Palastmauern. Häufig tritt eine Gruppe von vier bis sechs Mädchen auf, begleitet von mehreren zweifelligen Fasstrommeln (ganrang, ähnlich der kendang), einer mit Zirkularatmung geblasenen puik-puik, die eine konstante Melodie spielt, einem großen hängenden Buckelgong (gong, funktionell dem javanischen gong ageng entsprechend) und einer Bambusschlitztrommel (kattok-kattok). Gelegentlich kommen Eisenschlagplatten (anak baccing) und Bambusschlaggabeln (lea-lea oder parappasa) hinzu. Tanz und Musik des ganrang-Ensembles wurden zu einem Charakteristikum der makassaresischen Kultur. Pakarena-Tanzgruppen werden zu Hochzeiten, Beschneidungen und anderen Familienfeiern eingeladen. Ein wesentliches Merkmal der Aufführungen ist der Gegensatz zwischen den insichgekehrt und emotionslos agierenden Tänzerinnen, deren Bewegungen sich nicht an den lebhaft spielenden und vor allem wild trommelnden Musikern orientieren. Die möglichen Interpretationen hierfür kreisen um die Zurschaustellung einer traditionellen Geschlechterrolle bei den Makassaren, zu der unnahbare, sich distanziert gebende Frauen und protzige Männer gehören.
Das ganrang-Ensemble entspricht in seiner Besetzung Doppelrohrblattinstrument als Melodieführung mit Trommeln und Gongs dem Spiel der hne im hsaing waing-Ensemble in Myanmar, der sralai im kambodschanischen pinpeat-Ensemble und der pi nai im piphat-Ensemble in Thailand.

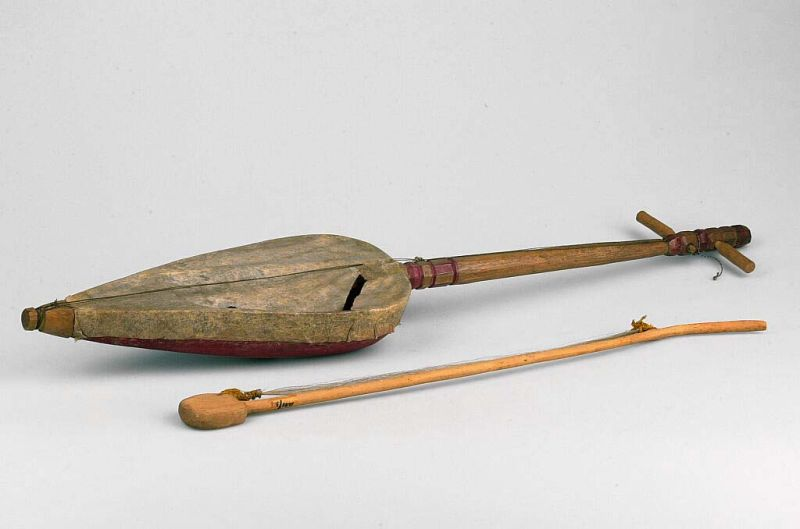
Zweisaitige Streichlaute keso-keso. Tropenmuseum, Amsterdam, vor 1938.

Von den 1950er bis in die 1970er Jahre war die buginesische Sängerin Andi Nurhani Sapada (1929–2010) maßgeblich an der Entwicklung der darstellenden Künste der Makassaren beteiligt. Bu Nani, wie sie genannt wurde, schuf aus zahlreichen, in den Dörfern gepflegten Zeremonialtänzen Choreographien, die formal unterrichtet und bei Familienfeiern und öffentlichen Veranstaltungen auf der Bühne aufgeführt werden können. Zu einer Erzählung über den besonders verehrten Regenten von Gowa, Sultan Hasanuddin (1631–1670), choreographierte sie ein Tanzdrama, das mit 42 Tänzern und fünf Musikern besetzt ist. Anstelle der ansonsten von Westjava übernommenen kacapi-suling-Begleitmusik führte sie das pakarena-Ensemble mit zwei ganrang-Trommeln, einer puik-puik, einem Gong und der zweisaitigen Streichlaute keso-keso (ähnlich der javanischen rebab) ein.
Im ehemaligen Sultanat Bone in Südsulawesi, das im 17. Jahrhundert von Arung Palakka (1634–1696), dem Gegner des Sultans von Gowa, regiert wurde, bestand das zeremonielle Palastorchester aus tatabuang (Metallophone), puwi-puwi und Gongs. Mit tatabuang waren diverse Paarbecken und Zimbeln gemeint, die bei entsprechenden Ritualen zusammengeschlagen wurden, um böse Geister zu vertreiben. Das Orchester spielte auch zur Amtseinführung des Herrschers, wobei die anwesenden Gäste rhythmisch mit den Händen klatschten. Es war erforderlich, dass die Musik durchgängig spielte und eine Art hypnotischer Atmosphäre erzeugte. Zur kanjar genannten Zeremonie des Amtseids, die für alle Amtsträger verpflichtend war, gehörte, den am Gürtel getragenen Kris aus der Scheide zu ziehen, mit diesem in der Hand wilde Luftsprünge zu vollführen und zwischen den Sprüngen die als Eidesformel dienenden Worte zu rufen.

### Weitere Inseln
Auf der Insel Selayar südlich von Sulawesi ist puwi-puwi ein gedoppeltes Einfachrohrblattinstrument. Die beiden Bambusspielröhren sind auf fast die gesamte Länge an der Außenseite quadratisch abgeflacht. Ihre fernen Enden stecken in einem großen rechteckigen Schalltrichter aus Holz. Die oberen Enden wurden in ein ähnliches konisches Holzstück geführt, das jedoch bis auf zwei kleine Löcher für die Aufnahme der Mundstücke mit integrierten Rohrblättern an der Oberseite geschlossen ist, und somit eine massive Lippenstütze bildet. Sechs Fingerlöcher an jeder Spielröhre sind parallel angeordnet. Zwischen den mittleren beiden Löchern ist der Abstand etwas größer. Auf benachbarten Inseln fand Walter Kaudern geringfügig abweichende Doppelklarinetten mit vier Fingerlöchern in jeder Spielröhre.
Die Verbreitung des Wortes puwi-puwi reicht im Osten bis zur Insel Alor, wo ein kleines Oboeninstrument aus einem Blatt so bezeichnet wird.